# Clinton Sills
Pas d'image ? Cliquez ici

a Compétitions nationales et continentales officielles uniquement.

b Matchs officiels uniquement.
Dernière mise à jour le 26 juillet 2015.
Clinton Luke James Sills, né le 16 octobre 1990 à Sydney, est un joueur australien de rugby à XV et de rugby à sept, qui évolue aux postes d'arrière et de centre. Il compte plusieurs sélections en équipe d'Australie de rugby à sept.

## Biographie
Clinton Sills étudie au Scots College de Sydney (en), ainsi à l'université de Sydney où il évolue avec le club Sydney University FC, entre autres pendant la saison 2009,. Il joue également à l'école des Brumbies, puis dans le club de Randwick District RUFC avec qui il dispute le Shute Shield. Il joue aussi avec les Brumbies Runners, équipe réserve de la franchise de Canberra.
Il comptabilise une sélection en équipe nationale des moins de 20 ans en 2009.
Sills est également régulièrement appelé en équipe nationale à sept,. Sélectionné pendant la saison 2008-2009 des Sevens World Series, il fait ses débuts en rugby à sept pour les tournois d'Écosse et de Londres,. Il est rappelé pour disputer la saison 2009-2010 des séries, et remporte entre autres le Tournoi de Londres ainsi que le Bowl du Tournoi de Nouvelle-Zélande.
En 2012, Sills rejoint l'Europe et le club espagnol du Ordizia RE en Liga Renfe. Il signe en 2013 son premier contrat professionnel pour une saison plus une optionnelle, en Pro D2 avec l'US Dax,. Il quitte le club après une saison.